# Герб Лаишевского района
Герб Лаи́шевского муниципального района Республики Татарстан Российской Федерации.
Герб утверждён Решением № 14 представительного органа Лаишевского муниципального района 8 декабря 2005 года.
Герб внесён в Государственный геральдический регистр Российской Федерации под регистрационном номером 2130 и в Государственный геральдический реестр Республики Татарстан под № 28.

## Описание герба
«В лазоревом (синем, голубом) поле на серебряных волнах, образующих оконечность — золотой нагруженный крытый струг с вымпелом на мачте, без вёсел и паруса, сопровождаемый внизу двумя сообращёнными червлёными (красными) рыбами».

## Символика герба

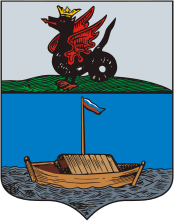
Герб Лаишева (1781 год)

Герб Лаишевского муниципального района разработан на основе исторического герба уездного города Лаишева Казанской губернии, Высочайше утверждённого 18 октября 1781 года (по старому стилю). Описание исторического герба гласит:

«Въ верхней части щита гербъ Казанскій. Въ нижней — готовое къ отправленію в путь большое судно, называемое стругъ, въ голубомъ полѣ; ибо въ семъ городѣ находится наиглавнѣйшая пристань».

Две рыбы, изображённые в оконечности, символизируют издавна сложившийся в районе рыбный промысел. Обширная часть границы района сейчас проходит по берегу Куйбышевского водохранилища, здесь же протекают реки Мёша и Брысса. Рыба в гербе — традиционный символ мудрости и изобилия.
Золото в гербе — символ урожая, богатства, стабильности, уважения, интеллекта.
Серебро — символ чистоты, совершенства, мира ивзаимопонимания.
Лазурь (синий, голубой цвет) — символ чести, благородства, духовных устремлений — в гербе Лаишевского района также символизирует водные просторы Куйбышевского водохранилища.
Червлёный (красный) цвет — символ труда, мужества, силы, любви икрасоты.

## История герба
Разработка герба района произведена авторской группой Геральдического совета при Президенте Республики Татарстан и Союза геральдистов России в составе:
Рамиль Хайрутдинов (Казань), Радик Салихов (Казань), Константин Моченов (Химки), Кирилл Переходенко (Конаково), Оксана Афанасьева (Москва).